# Георгіївська церква (Седнів)
Георгіївська церква — дерев'яний православний (ПЦУ) храм, розташований у смт Седневі Чернігівського району (Чернігівська область); цінна історико-архітектурна пам'ятка; рідкісний зразок монументальних дерев'яних споруд на Лівобережжі України періоду бароко.
Розташована на піднесенні урочища Коронний Замок, в центрі стародавнього городища Сновськ.

## Відомості

### Датування
Храм зведений, імовірно, не пізніше 1747 року. У деяких джерелах як дата спорудження подається 1715 рік.. С. Таранушенко у фундаментальній праці «Дерев'яна монументальна архітектура Лівобережної України» датує її XVII століттям, відзначаючи, що вона старіша за Покровську церкву, яку збудував у 1715 році в Седнівській фортеці сотник Седнівської сотні Петро Войцехович і куди було перенесено богослужіння із зовсім занепалої Георгіївської церкви. Проте не виключено, що тут під Покровською церквою малася на увазі нинішня Георгіївська, а, відповідно, під Георгіївською — інший храм, що не зберігся до наших днів. Відомо, що Юріївська (Георгіївська) церква існувала в Сновську (Седневі) з домонгольських часів і неодноразово відбудовувалася після пожеж та руйнувань. Про існування в Седневі у XVII ст. Юріївської (Георгіївської) церкви як головного соборного храму згадує і Філарет (Гумілевський).

### Опис пам'ятки
Церква збудована в традиційних формах української дерев'яної сакральної архітектури, без єдиного цвяха. Дерев'яна, тридільна, з восьмигранною центральною вежею, одноверха з двома заломами. Обабіч гранчастого вівтаря розташовані маленькі зрубики ризниці й паламарні, а біля чотирикутного бабинця — сходові клітки.
У 1955 році за завданням відділу охорони пам'яток архітектури Держкомітету в справах будівництва і архітектури при Раді Міністрів УРСР було проведено дослідження і обміри Георгіївської церкви бригадою Республіканських спеціальних науково-реставраційних майстерень у складі архітекторів М. Говденко і Р. Бикової, а також техніка-архітектора І. Серебрякової. Ці роботи дали можливість уявити первісні форми споруди, характер пізніших перебудов і прибудов до неї.
За даними досліджень, церква первісно була однокупольною, тризрубною, з підвищеним центральним восьмигранним зрубом і пониженими прямокутним у плані зрубом бабинця та п'ятигранним зрубом вівтарної апсиди. Стіни старої частини центрального об'єму, вівтаря та притвору складені із соснового брусу, рубленого «в лапу», і мають нахил по висоті, в результаті чого вежі церкви та вівтаря звужуються до верху на 10—20 см. Хоча церква має в плані три об'єми, вона належить до давнього типу однокупольних церков-башт. В інтер'єрі домінує висотне розкриття простору двозаломного центрального верху. У стінах церкви, до яких примикають прибудови, вирізані прямокутні отвори, прикрашені лиштвами. Стіни в інтер'єрі було пофарбовано олійною фарбою по зрубу, інтер'єр прикрашало різьблення, яким був оздоблений і давній іконостас (не зберігся).

### Історія храму
За переказами, в цій церкві, присвяченій святому Георгієві (Юрієві) Змієборцю, святили свою зброю перед військовими походами козаки Седнівської сотні Чернігівського полку у XVII—XVIII ст.
Тривалий час Георгіївська церква була головним храмом Седнева, допоки 1690 року цей статус не перейшов до новозбудованої мурованої Воскресенської церкви. У 1767 році в «Генеральному описі Малоросії» про седнівську Георгіївську церкву сказано, що вона є старою й ветхою. На той час при храмі діяли в окремих приміщеннях парафіяльна школа та шпиталь для нужденних.
На початку ХІХ ст. церкву було відремонтовано. Пам'ятку значно перебудували у 1852 році, коли її підважили й підвели цегляний підмурок; тоді ж добудовано із заходу масивний притвор та дзвіницю, зроблено північну й південну прибудови, понижено об'єми сходових кліток обабіч бабинця, розібрано західну стіну бабинця та ін. За позначками на цеглі, дослідженій у 1955 р., визначено можливі дати прибудов: 1851, 1858, 1859 рр.
Споруда істотно постраждала в роки Другої світової війни: було зруйновано дзвіницю, баню, частину обшивки стін та цегляного цоколя, повністю знищено підлогу.

Пам'ятка у 1989 році

У 1975—1978 рр. під керівництвом архітектора Маріоніли Говденко здійснено перший етап реставраційних робіт: реставровано вівтар, центральний восьмерик, розібрано прибудови ХІХ ст. (залишки нового бабинця (західного притвору) із дзвіницею над ним). Але за браком коштів роботи не було завершено, і згодом пам'ятка опинилася в аварійному стані. На початку 2000-х через зсув ґрунту виникла загроза повної руйнації споруди (за оцінками фахівців, цього не сталося лише завдяки оригінальним конструкціям з'єднання брусів).
У 2004 — 2007 роках здійснено новий етап реставраційних робіт, в результаті яких церкву практично споруджено наново — за стародавніми технологіями, з частковим використанням автентичних матеріалів і конструкцій. За проектом реконструкції 2000-х рр. храм відновлено як однокупольний (у деяких джерелах помилково зазначено двокупольний), хоча і з первісними двома вежами-слупами (їх було розібрано в 1852 році). Після повторного освячення церква діє як парафіяльний храм Української православної церкви Київського патріархату.
Церква набула популярності завдяки тому, що всередині неї знімалися ключові епізоди радянського кінофільму «Вій» за однойменною повістю Миколи Гоголя. Ці кадри не ввійшли до остаточного варіанту фільму, однак декорації відповідних сцен, знятих у павільйоні «Мосфільму», в цілому повторюють інтер'єри седнівської Георгіївської церкви.

### Проблеми
У середині 2010-х років знов потребує негайної реставрації, зокрема, через грибок, протікання під час дощів.
У 2020 році у с. Седнів розпочато збір коштів серед населення на виготовлення проектної документації, для отримання дозволу на реставрацію храму. По оцінках експертів у сьогоднішньому стані Георгіївська церква простоїть не більше 2-х років.